# Alinda biplicata
 (avril 2025).
Espèce
Répartition géographique
Alinda biplicata est une espèce d'escargots terrestres, un mollusque gastéropode pulmoné de la famille des Clausiliidae.

## Description
Comme toutes les espèces de cette famille, cet escargot possède un clausilium (en). Cette « porte » en forme de cuillère est soutenue par une série de replis internes de la coquille dans lesquels elle coulisse (voir l'image ci-dessous).
Le poids d'un escargot adulte vivant est de 149 ± 6 mg. Sa hauteur est d'environ 18 mm pour environ 4 mm de diamètre.
Alinda biplicata a une coquille sénestre, une forme allongée et fusiforme. Elle présente en général treize spires, qui portent de fortes côtes longitudinales bien visibles.
L'espèce est ovovivipare, l'adulte donne naissance à de 1 à 8 juvéniles. La durée de croissance dure entre 20 et 56 semaines et la maturation sexuelle prend environ 6 mois supplémentaires. La durée de vie de cette espèce est estimée entre 4 et 6 ans.

## Répartition
Cette espèce est présente dans plusieurs pays et îles européens, notamment l'Allemagne, l'Autriche, la Belgique, la Bulgarie, la Croatie, la France, la Grande-Bretagne, la Grèce, le Danemark, la Hongrie, les Pays-Bas, la Pologne, la Roumanie, la Serbie, la Slovaquie, la Slovénie, la Suède, la Suisse, la Tchéquie.
Cette espèce est rare en Grande-Bretagne. En Angleterre, on la trouve principalement dans la région de Londres, presque exclusivement le long de la Tamise, et elle est particulièrement préservée à Isleworth Ait. On trouve également une colonie à Purfleet, dans l'Essex.

## Habitat
L'espèce est surtout présente dans les milieux humides : bois, prairies, le long des rivières…

## Liste des sous-espèces
Selon World Register of Marine Species (24 avril 2025) :
- Alinda biplicata alibotushensis Dedov, 2009
- Alinda biplicata alticola (Urbański, 1960)
- Alinda biplicata balcanica (Pavlović, 1912)
- Alinda biplicata biplicata (Montagu, 1803)
- Alinda biplicata bohemica (Clessin, 1877)
- Alinda biplicata bosnica (Brancsik, 1890)
- Alinda biplicata byshekensis H. Nordsieck, 2008
- Alinda biplicata chuenringorum (Tschapeck, 1890)
- Alinda biplicata citrinella (Rossmässler, 1838)
- Alinda biplicata distincta (Sturany, 1894)
- Alinda biplicata euptychia (Ehrmann, 1960)
- Alinda biplicata faueri H. Nordsieck, 2008
- Alinda biplicata forsteriana (Clessin, 1876)
- Alinda biplicata grandis (Rossmässler, 1835)
- Alinda biplicata hessei A. J. Wagner, 1914
- Alinda biplicata irikovi H. Nordsieck, 2008
- Alinda biplicata karlukovoensis Dedov, 2009
- Alinda biplicata labiata (Westerlund, 1885)
- Alinda biplicata metriotes A. J. Wagner, 1919
- Alinda biplicata michaudiana (L. Pfeiffer, 1848)
- Alinda biplicata orientalis H. Nordsieck, 2008
- Alinda biplicata sordida (Rossmässler, 1835)
- Alinda biplicata urosevici (Pavlović, 1912)
- Alinda biplicata vlasinensis (Pavlović, 1912)

## Historique
Le nom valide complet (avec auteur) de ce taxon est Alinda biplicata (Montagu, 1803).
L'espèce a été initialement classée dans le genre Turbo sous le protonyme Turbo biplicatus Montagu, 1803.

### Synonymes
Alinda biplicata a pour synonymes :
- Clausilia biplicata var. sordida L. Pfeiffer, 1848
- Alinda (Alinda) biplicata (Montagu, 1803)
- Balea (Alinda) biplicata (Montagu, 1803)
- Balea biplicata (Montagu, 1803)
- Clausilia (Alinda) biplicata (Montagu, 1803)
- Clausilia biplicata (Montagu, 1803)
- Clausilia similis Charpentier, 1837
- Clausilia similis Rossmässler, 1835
- Laciniaria (Alinda) biplicata (Montagu, 1803)
- Turbo biplicatus Montagu, 1803